# Бугаз (станція)
Буга́з — проміжна залізнична станція 5-го класу Одеської дирекції Одеської залізниці на лінії Одеса-Застава I — Арциз між станціями Кароліна-Бугаз (11 км) та Шабо (11 км). Розташована в селищі Затока Білгород-Дністровської району Одеської області.

## Історія
Станція відкрита 1917 року.
У 1973 році станція електрифікована змінним струмом (~25 кВ) в складі дільниці Одеса — Бугаз, у 1974 році подовжена електрифікація дільниці до станції Білгород-Дністровський.
2017 року вокзал станції Бугаз, як і сусідні платформи, планувалося відреставрувати за кошти «Укрзалізниці».
26 квітня 2022 року рашистські окупанти завдали ракетний удар по підйомними мосту, який сполучає шляхи з Білгород-Дністровського району до Одеси. Через пошкодження міст тимчасово закритий для проїзду, і таким чином станція тимчасово стала тупіковою з припиненням руху поїздів.

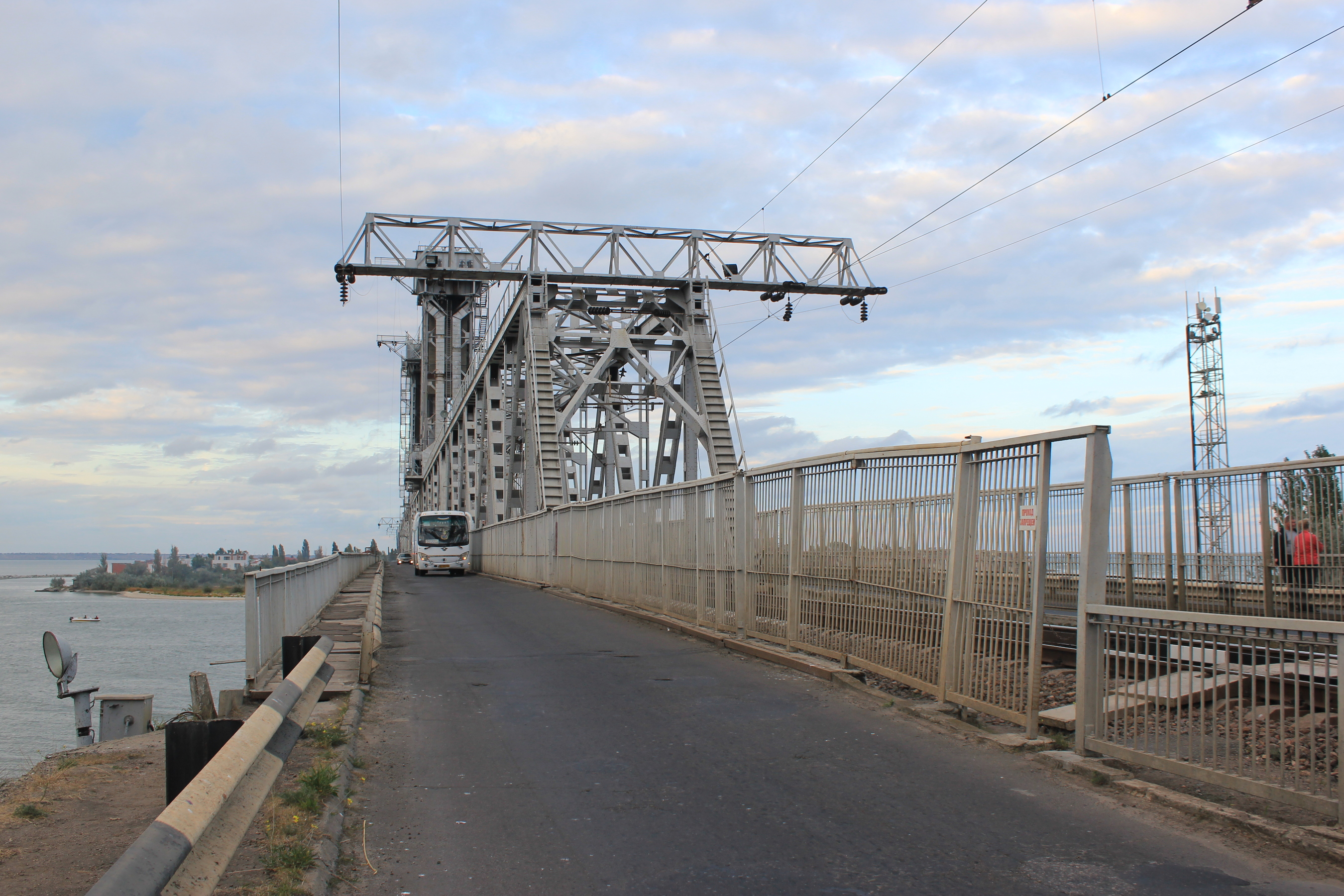
Підйомний міст у Затоці

27 квітня 2022 року, вранці, рашиські окупанти завдали повторний ракетний удар по мосту через Дністровський лиман.

## Пасажирське сполучення
Приміське сполучення:
До 26 квітня 2022 року на станції Бугаз зупинялися приміські електропоїзди сполученням Одеса — Білгород-Дністровський. 
Влітку, під час курортного сезону, призначалися додаткові приміські електропоїзди, які зупинялися лише на «курортних зупинках», а тому час в дорозі до/з Одеси скорочувався на 40 хвилин швидше, ніж зазвичай.
Далеке сполучення:
З 24 вересня 2016 року через станцію щоденно курсував нічний швидкий поїзд «Дунай» № 146/145 сполученням  Київ — Ізмаїл (до 9 грудня 2016 року — № 243/244). Курсування вагонів безпересадкового сполучення в складі поїзда до станції Березине скасовано з 12 грудня 2021 року.
Нічний швидкий поїзд «Чорномор» № 136/135 сполученням Білгород-Дністровський — Чернівці курсував влітку  під час курортного сезону та прямував через Одесу, Подільськ, Жмеринку, Хмельницький, Тернопіль, Івано-Франківськ, Коломию з періодичністю через день. Вперше маршрут руху поїзду був подовжений до станції Білгород-Дністровський влітку 2017 року.
До 9 грудня 2017 року курсував двогрупний пасажирський поїзд Одеса-Головна — Ізмаїл / Березине, якому був обмежений маршрут руху до станції Білгород-Дністровський (скасований у 2018 році). 
У різні роки призначалися за вказівкою додаткові рейси пасажирських поїздів до Києва, Москви, Знам'янки.

## Колійний розвиток
Колійний розвиток представлений трьома коліями, двома тупиками та під'їзними коліями Бугаз — Бугаз-Порт.

## Галерея

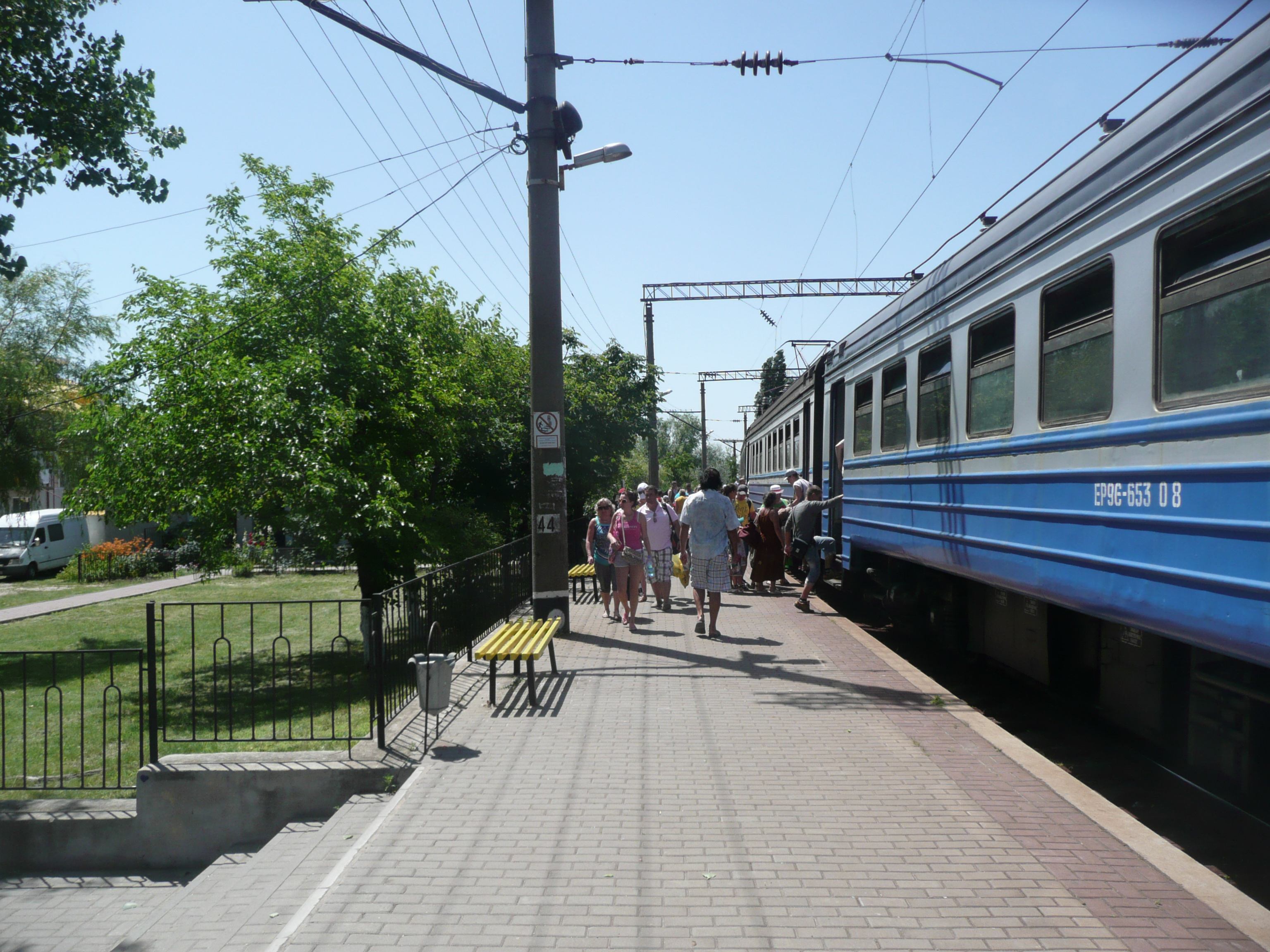
Платформа №  1
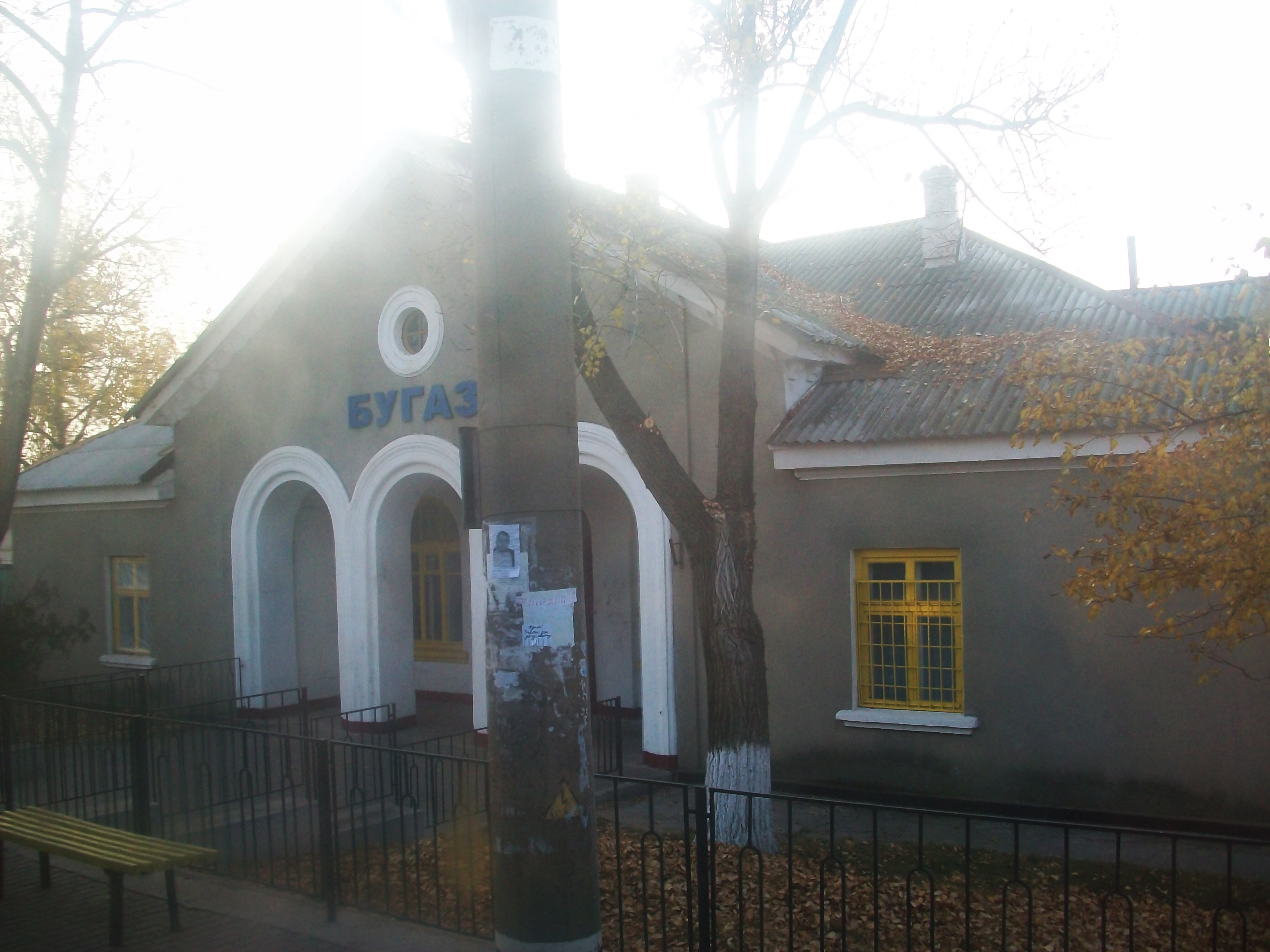
Вокзал
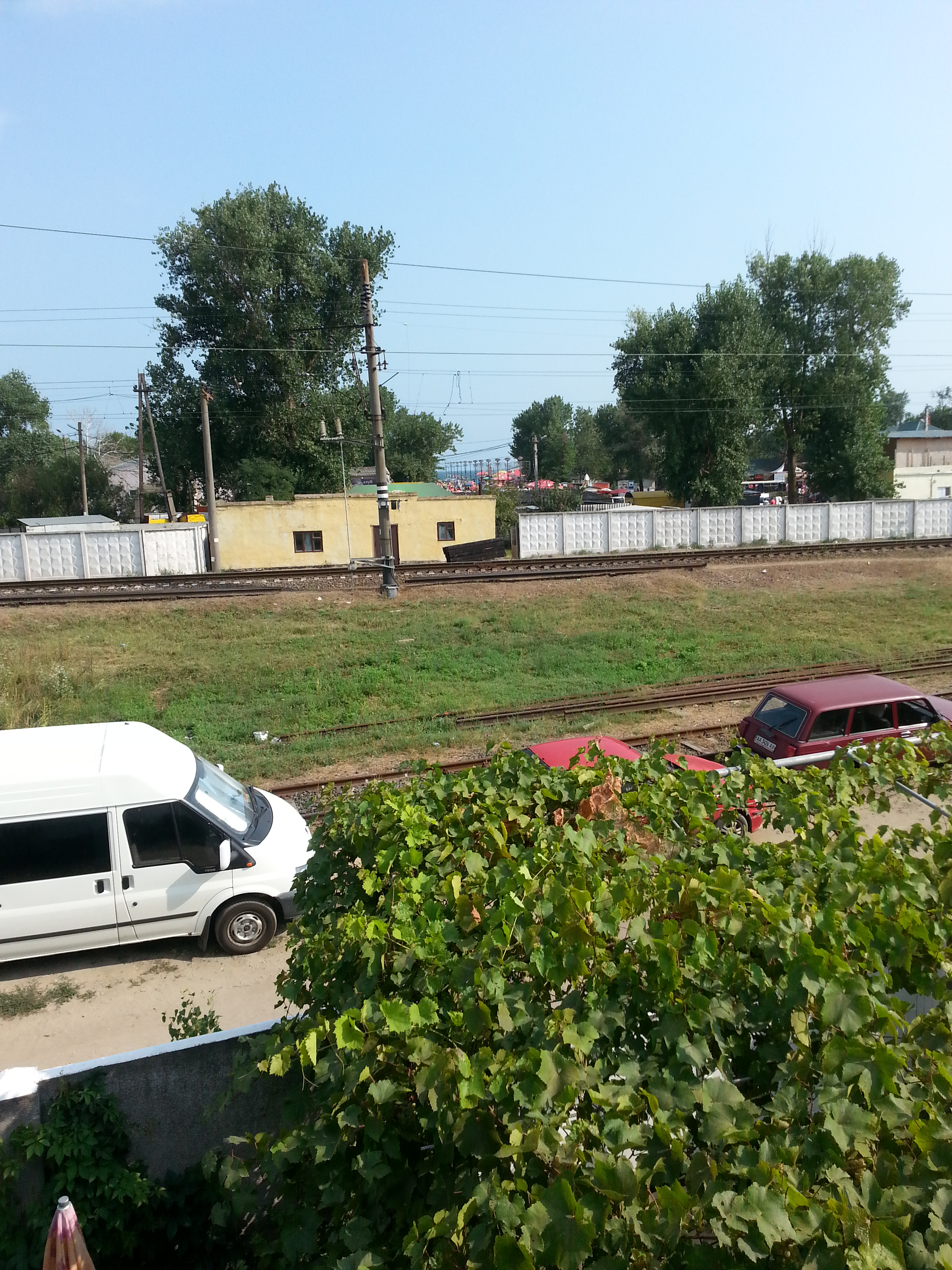
Краєвид зі станції на центральну алею Затоки
- 2ЕЛ5-010 з вантажним поїздом та ЕР9Е-636